# Igor Wassiljewitsch Iwanow
Igor Wassiljewitsch Iwanow (russisch Игорь Васильевич Иванов; Eigenschreibweise: Igor Ivanov; * 8. Januar 1947 in Leningrad; † 17. November 2005 in St. George, Utah) war ein kanadischer Schachspieler russischer Herkunft.
Iwanow erlernte im Alter von 5 Jahren das Schachspiel. Bereits mit 14 spielte er Turniere in dem Internat, das er besuchte.
Später studierte er Mathematik an der Universität in Sankt Petersburg (damals: Leningrad), brach jedoch sein Studium bald mit dem Vorhaben ab, professioneller Schachspieler zu werden. Zeitweise arbeitete er als Trainer im Schachklub der Armee. Bei der sowjetischen Mannschaftsmeisterschaft 1979 besiegte er den damaligen Weltmeister Anatoli Karpow.
1980 spielte er als Teil einer sowjetischen Delegation das Capablanca-Memorial in Havanna. Als das Flugzeug auf dem Rückflug zum Auftanken in Kanada auf dem Flughafen Gander zwischenlandete, nutzte er die Gelegenheit und setzte sich nach Kanada ab. Er trug nur seine Kleidung, etwas Kleingeld und ein Taschenschachspiel bei sich. Obschon von sowjetischer Seite erhebliche Anstrengungen unternommen wurden, eine Rückführung zu erreichen (u. a. durch den KGB), bekam Iwanow die kanadische Staatsbürgerschaft und gewann in den folgenden Jahren zahlreiche Turniere, unter anderem drei Mal (1981, 1986 und 1987) die Landesmeisterschaft. Beim Weltmeisterschaftskampf 1981 war er Sekundant von Viktor Kortschnoi. Im Interzonenturnier 1982 belegte Iwanow den geteilten vierten Platz. Außerdem spielte er für Kanada bei den Schacholympiaden 1982 und 1988.
Ab 1990 lebte er mit seiner Frau Elizabeth in Utah und arbeitete als Schachtrainer. Erst kurz vor seinem Tod infolge einer Krebserkrankung wurde ihm 2005, verzögert durch bürokratische Hürden, der Großmeistertitel verliehen.
Seine letzte Elo-Zahl betrug 2424, seine höchste Elo-Zahl von 2550 erreichte er im Januar 1984.